# Agrochola spurcata
Agrochola spurcata är en fjärilsart som beskrevs av Walker 1857. Agrochola spurcata ingår i släktet Agrochola och familjen nattflyn. Inga underarter finns listade i Catalogue of Life.